# سلودا (کارولینای جنوبی)
سلودا(به انگلیسی: Saluda) شهری در ایالت کارولینای جنوبی کشور ایالات متحده آمریکا است که جمعیت آن در سرشماری سال ۲۰۱۰ میلادی، ۳٬۵۶۵ نفر بوده‌است.